# Félix Marcotte
Félix Marcotte (Nova Iorque, 12 de junho de 1865 — Avon, 26 de julho de 1953) foi um velejador francês, medalhista olímpico. Ele competiu nas provas de classe ½ – 1 Ton realizadas nos Jogos Olímpicos de Verão de 1900, conquistou a medalha de prata na primeira corrida e a medalha de bronze na segunda corrida disputada a bordo do Crabe-II ao lado de Jules Valton, William Martin, Jacques Baudrier e Jean Le Bret.
Filho de Alexandre Léon Marcotte e Louise Marie de Rudder, casou-se, em Paris, em 15 de dezembro de 1904, com Adrienne Claire Carré. Ele também exerceu a profissão de pintor.